# Sergio Antonio Estrada Parra
Sergio Antonio Estrada Parra (Ciudad de México, 27 de septiembre de 1935) es un químico, catedrático e investigador mexicano. Se ha especializado en las áreas de Bacteriología, Parasitología e Inmunología.

## Semblanza biográfica
De 1960 a 1963 realizó estudios especializados en Microbiología e Inmunología en el Instituto de Microbiología de la Universidad Rutgers en Nueva Jersey. Ha sido catedrático en la Escuela Nacional de Ciencias Biológicas del Instituto Politécnico Nacional. Fue miembro fundador del Departamento de Inmunología y promotor del programa de posgrado de esta institución.
Ha investigado la forma en la que el cuerpo humano se defiende de la tuberculosis y la lepra. Sus líneas principales de investigación son la inmumodulación y la inmunoterapia con factor de transferencia. Desarrolló un farmacéutico (Transferon) de extractos dializables leucocitarios que tiene aplicación en diferentes patologías: inmunodeficiencias, enfermedades infecciosas, autoinmunidades, hipersensibilidad y neoplasias.

## Premios y distinciones
- Premio “Dr. Everando Landa” por la Academia Nacional de Medicina de México en 1987.
- Doctor honoris causa por la Universidad Autónoma de Nuevo León en 1992.
- Presea “Lázaro Cárdenas” por  el Instituto Politécnico Nacional en 1998.
- Distinción “Cabeza Maya” otorgada por la Universidad Autónoma Metropolitana, la Embajada de Francia en México, la Universidad de los Andes y el Grupo Internacional de Investigadores sobre Actinomicetos Patógenos en 1998.
- Premio Nacional de Ciencias y Artes en el área de Tecnología y Diseño por la Secretaría de Educación Pública en 2012.[4]